# 팀 포터
팀 포터(Tim Potter, 1959년 ~ )는 배우, 텔레비전 배우이다.
노팅엄에서 태어났다.

## 영화
- 어 로얄 나이트 아웃 (2015년)
- 스틸 라이프 (2013년) - 노숙자 역
- 페인트하트 (2008년)
- 미스 페티그루의 어느 특별한 하루 (2008년)
- 네버랜드를 찾아서 (2004년)
- 세컨드 사이트: 파라솜니아 (2000년)
- 왕자와 거지 (2000년)
- 크리스마스 캐롤 (1999년)
- 오네긴 (1999년)
- 엔트랩먼트 (1999년)
- 창백한 말 (1997년)
- 와일드 사파리 (1997년)
- 살로메 (1988년)
- 브룸 (1988년)